# برناردو ماتيتش
برناردو ماتيتش (بالكرواتية: Bernardo Matić)‏ هو لاعب كرة قدم كرواتي في مركز الوسط، ولد في 27 يوليو 1994 في سيني، كرواتيا في كرواتيا. لعب مع نادي شيروكي برييغ.

## وصلات خارجية
- برناردو ماتيتش على موقع اتحاد كرواتيا (الكرواتية)
- برناردو ماتيتش على موقع قاعدة بيانات كرة القدم.إي يو (الإنجليزية)
- برناردو ماتيتش على موقع Soccerway.com (الإنجليزية)
- برناردو ماتيتش على موقع عالم كرة القدم.نت (الإنجليزية)